# Liste des édifices labellisés « Patrimoine du XXe siècle » de l'Aude

Cet article recense les monuments historiques protégés au titre du Patrimoine du XXe siècle du département de l'Aude, en France,.

## Statistiques
Au 31 décembre 2014, l'Aude compte 17 immeubles protégés du patrimoine du XXe siècle.

## Liste
| Monument                                                     | Commune                          | Adresse                    | Coordonnées                      | Notice         | Date | Illustration                              |
| ------------------------------------------------------------ | -------------------------------- | -------------------------- | -------------------------------- | -------------- | ---- | ----------------------------------------- |
| Théâtre municipal de Carcassonne                             | Carcassonne                      | rue Courtejaire            | 43° 12′ 42″ nord, 2° 21′ 09″ est | « PA11000022 » | 2002 | Image manquante Téléverser                |
| Hôtel de la Cité de Carcassonne                              | Carcassonne                      | place Saint-Nazaire        | 43° 12′ 20″ nord, 2° 21′ 46″ est | « PA11000014 » | 1998 | Hôtel de la Cité de Carcassonne           |
| Cave coopérative de Coursan l'Espérance                      | Coursan                          | 37 rue de l'Espérance      | 43° 14′ 13″ nord, 3° 03′ 49″ est | « EA11000003 » | 2013 | Image manquante Téléverser                |
| Cave coopérative la Vendémiaire                              | Fleury                           | rue Jean-Jaurès            | 43° 13′ 53″ nord, 3° 07′ 38″ est | « EA11000004 » | 2013 | Image manquante Téléverser                |
| Station balnéaire de la Mission Racine                       | Gruissan                         |                            | 43° 06′ 27″ nord, 3° 05′ 58″ est | « EA11000001 » | 2010 | Image manquante Téléverser                |
| Ancien centre national de vol à voile de la Montagne Noire   | Labécède-Lauragais ; Vaudreuille |                            | 43° 24′ 26″ nord, 1° 59′ 24″ est | « PA11000040 » | 2009 | Image manquante Téléverser                |
| Église Notre-Dame-de-la-Nativité                             | Lespinassière                    |                            | 43° 24′ 12″ nord, 2° 31′ 35″ est | « PA11000049 » | 2015 | Image manquante Téléverser                |
| Station balnéaire de la Mission Racine                       | Port Leucate                     |                            | 42° 50′ 52″ nord, 3° 02′ 26″ est | « EA11000002 » | 2010 | Image manquante Téléverser                |
| Cave coopérative le Chai des Vignerons                       | Lézignan-Corbières               | 15 avenue Frédéric Mistral | 43° 12′ 07″ nord, 2° 46′ 25″ est | « EA11000005 » | 2013 | Image manquante Téléverser                |
| Cave coopérative le Montlaurier                              | Montlaur                         | 5 route de l'Alaric        | 43° 08′ 00″ nord, 2° 33′ 48″ est | « EA11000006 » | 2013 | Image manquante Téléverser                |
| Monument commémoratif d'Ernest Ferroul                       | Narbonne                         | boulevard Frédéric-Mistral | 43° 11′ 10″ nord, 3° 00′ 05″ est | « PA11000038 » | 2008 | Image manquante Téléverser                |
| Palais des Sports, des Arts et du Travail                    | Narbonne                         | boulevard Frédéric-Mistral | 43° 11′ 12″ nord, 3° 00′ 06″ est | « PA11000023 » | 2002 | Palais des Sports, des Arts et du Travail |
| Cave coopérative les Vignerons du Narbonnais                 | Ouveillan                        | rue Coluche                | 43° 17′ 32″ nord, 2° 58′ 16″ est | « EA11000007 » | 2013 | Image manquante Téléverser                |
| Ancienne Cave coopérative de Paziols                         | Paziols                          | place Rustique Chaluleau   | 42° 51′ 28″ nord, 2° 43′ 23″ est | « EA11000008 » | 2013 | Image manquante Téléverser                |
| Château de Roquecourbe-Minervois                             | Roquecourbe-Minervois            |                            | 43° 13′ 14″ nord, 2° 38′ 55″ est | « PA11000031 » | 2005 | Château de Roquecourbe-Minervois          |
| Ancienne Cave coopérative de Saint-Nazaire-d'Aude            | Saint-Nazaire-d'Aude             | chemin de Narbonne         | 43° 14′ 34″ nord, 2° 53′ 53″ est | « EA11000009 » | 2013 | Image manquante Téléverser                |
| Hôtel des postes de Tuchan                                   | Tuchan                           |                            | 42° 53′ 22″ nord, 2° 43′ 05″ est | « PA00102936 » | 1992 | Hôtel des postes de Tuchan                |
| Ancienne Cave coopérative pilote de Villeneuve-les-Corbières | Villeneuve-les-Corbières         | 2 rue Pilote               | 42° 58′ 34″ nord, 2° 46′ 29″ est | « EA11000010 » | 2013 | Image manquante Téléverser                |